# Strength of Steel
Strength of Steel es el cuarto álbum de estudio de la banda de heavy metal canadiense Anvil, publicado el 21 de mayo de 1987. Fue el único disco de la banda que ingresó en las listas estadounidenses, ubicándose en la posición 191 de la lista Billboard 200.

## Lista de canciones
| Lado A |                                         |          |  |
| N.º    | Título                                  | Duración |  |
| 1.     | «Strength of Steel»                     | 3:30     |  |
| 2.     | «Concrete Jungle»                       | 5:21     |  |
| 3.     | «9-2-5»                                 | 2:57     |  |
| 4.     | «I Dreamed It Was the End of the World» | 4:14     |  |
| 5.     | «Flight of the Bumble Beast»            | 2:25     |  |
| 6.     | «Cut Loose»                             | 3:29     |  |

| Lado B |                                       |          |  |
| N.º    | Título                                | Duración |  |
| 7.     | «Mad Dog»                             | 3:14     |  |
| 8.     | «Straight Between the Eyes»           | 3:19     |  |
| 9.     | «Wild Eyes» (cover de The Stampeders) | 3:26     |  |
| 10.    | «Kiss of Death»                       | 5:21     |  |
| 11.    | «Paper General»                       | 4:49     |  |

## Créditos
- Steve "Lips" Kudlow – voz, guitarra
- Robb Reiner – batería
- Dave Allison – guitarra, voz en "Stop Me"
- Ian Dickson – bajo